# Partícula livre
Na física, uma partícula livre é uma partícula que, em certo sentido, não está vinculada por uma força externa, ou equivalentemente não está em uma região onde sua energia potencial varia. Na física clássica, isso significa que a partícula está presente em um espaço "sem campo".  Na mecânica quântica, significa uma região de potencial uniforme, geralmente modulada para zero na região de interesse, uma vez que o potencial pode ser arbitrariamente arranjado para zero em qualquer ponto (ou superfície em três dimensões) no espaço.

## Descrição matemática

### Partícula livre clássica
A partícula livre clássica é caracterizada simplesmente por uma velocidade fixa v. O momento linear é dado por
{\displaystyle \mathbf {p} =m\mathbf {v} }
e a  energia cinética, que é igual à energia total, é dada por
{\displaystyle E={\frac {1}{2}}mv^{2}={\frac {p^{2}}{2m}}}
onde m é a massa da partícula e v é o vetor velocidade da partícula.

### Partícula livre quântica
Uma partícula livre na mecânica quântica (não relativística) é descrita pela equação de Schrödinger livre:
{\displaystyle -{\frac {\hbar ^{2}}{2m}}\nabla ^{2}\ \psi (\mathbf {r} ,t)=i\hbar {\frac {\partial }{\partial t}}\psi (\mathbf {r} ,t)}
onde ψ é a função de onda da partícula na posição r e tempo t. A solução para uma partícula com momento p ou vetor de onda k, na freqüência angular ω ou energia E, é dada pela onda plana complexa:
{\displaystyle \psi (\mathbf {r} ,t)=Ae^{i(\mathbf {k} \cdot \mathbf {r} -\omega t)}=Ae^{i(\mathbf {p} \cdot \mathbf {r} -Et)/\hbar }}
com amplitude A. Como para todas as partículas quânticas livres ou ligadas, o princípio da incerteza de Heisenberg
{\displaystyle \Delta p_{x}\Delta x\geq {\frac {\hbar }{2}},\quad \Delta E\Delta t\geq \hbar }
(da mesma forma para as direções y e z) e as relações De Broglie::
{\displaystyle \mathbf {p} =\hbar \mathbf {k} ,\quad E=\hbar \omega }
se aplicam. Como a energia potencial é adotada como zero, a energia total E é igual à energia cinética, que tem a mesma forma da física clássica:
{\displaystyle E=T\,\rightarrow \,{\frac {\hbar ^{2}k^{2}}{2m}}=\hbar \omega }
Há várias equações que descrevem partículas relativísticas: veja equações de onda relativísticas.